# جاده ئی۵۰۱ اروپا
جاده ئی۵۰۱ اروپا (به انگلیسی: European route E501) یکی از جاده‌های درجه ۲ قاره اروپا است.
این جاده که در کشور فرانسه قرار دارد از شهر لو مان شروع شده و در شهر آنژه به پایان می‌رسد.